# Karmøy
Karmøy je norská obec v kraji Rogaland. Správním sídlem je město Kopervik. Obec se rozprostírá na ostrovech Karmøy, Fosen, Føyno, mnoha dalších menších ostrovech a části Haugesundského poloostrova. Na západě sousedí s ostrovní obcí Utsira, na severu s obcí Haugesund, na východě s obcí Tysvær, na jihu s ostrovními obcemi Bokn a Kvitsøy. S rozlohou 229,95 km² se jedná o 294. nejrozlehlejší obec z 356 norských obcí. Karmøy je 24. nejlidnatější obcí v Norsku a se 42 186 obyvateli je jedním z nejlidnatějších míst v oblasti. V obci se nachází z větších sídel Kopervik, Åkrehamn a Skudeneshavn.

## Přírodní poměry
Obec leží u Severního moře v jihozápadní části Skandinávského poloostrova. Rozprostírá se na ostrovech u Haugesundského poloostrova, na kterém leží nejvyšší místo obce Dyrafjellet s nadmořskou výškou 171 metrů. Jižní část obce leží u vod Boknafjordu, respektive u jeho západní části Skudenesfjordu. Suchozemské území obce je četně poseto jezery, např. Tuastadvatnet, Hilleslandsvatnet, Stiklevatnet, Øvre a Nedre Helgelandsvatnet, a dalšími menšími jezery. V severovýchodní části se rozprostírají vody Uterfjordu a Føynfjordu.

## Doprava
Obcí prochází evropská silnice E134, která končí u letiště Haugesund lufthavn, Karmøy v severozápadní části ostrova Karmøy. S obcí Tysvær na východě je spojena Karmøyským tunelem (Karmøytunnelen) podcházející hraniční vody Fosnasundu. Jmenovaný tunel zároveň spojuje ostrov Karmøy s Fosenem a podchází i Karmsund, který je v severní části u sídla Norheim překlenut Karmsundským mostem (Karmsundbru).